# PTSD: Post Traumatic Stress Disorder
PTSD: Post Traumatic Stress Disorder è il quarto album del rapper statunitense Pharoahe Monch, pubblicato il 15 aprile del 2014 e distribuito da W.A.R. Media e Fontana. Spicca Marco Polo tra i produttori e all'album prendono parte Black Thought e Talib Kweli.
Su Metacritic l'album è valutato 78/100.
| Recensione | Giudizio |
| ---------- | -------- |
| AllMusic   | [ 2 ]    |
| Spin       | [ 3 ]    |
| RapReviews | [ 4 ]    |
| HipHopDX   | [ 5 ]    |
| Pitchfork  | [ 6 ]    |
| XXL        | [ 7 ]    |

## Tracce
1. The Recollection Facility (Intro) – 0:28 (musica: Pharoahe Monch)
2. Time2 – 3:14 (testo: Troy Jamerson, Marco Bruno – musica: Marco Polo)
3. Losing My Mind (featuring Denaun) – 3:18 (testo: Jamerson – musica: Jesse West)
4. Heroin Addict (Interlude) – 1:05 (testo: Jamerson, Lee Stone – musica: Pharoahe Monch)
5. Damage – 3:38 (testo: Jamerson, Stone – musica: Lee Stone)
6. Bad M.F. – 3:07 (testo: Jamerson, Stone – musica: Lee Stone)
7. The Recollection Facility Pt. 2 (Interlude) – 0:22 (musica: Pharoahe Monch)
8. Rapid Eye Movement (featuring Black Thought) – 4:23 (testo: Jamerson, Bruno, Tariq Trotter – musica: Marco Polo)
9. Scream – 2:29 (testo: Jamerson, Quelle Chris – musica: Quelle Chris)
10. SideFX (Interlude) (featuring Dr. Pete) – 1:00 (musica: Pharoahe Monch)
11. The Jungle – 4:13 (testo: Bruno, Jamerson – musica: Marco Polo)
12. Broken Again – 4:17 (testo: N. Banns, Jamerson, J. Singer, C. Soper – musica: The Lion Share Music Group)
13. Post Traumatic Stress Disorder – 3:43 (testo: Jamerson – musica: DJ Boogie Blind, B.A.M.)
14. D.R.E.A.M. (featuring Talib Kweli) – 4:25 (testo: Jamerson, Stone, Talib Greene – musica: Lee Stone)
15. The Recollection Facility Pt. 3 (Interlude) – 0:28
16. Eht Dnarg Noisulli (featuring The Stepkids) – 4:40 (testo: Jamerson, Tsidi Ibrahim – musica: The Stepkids, Pharoahe Monch)

Durata totale: 44:50
Traccia bonus nell'edizione digitale
1. Stand Your Ground (featuring Vernon Reid) – 2:50 (testo: Jamerson, Stone – musica: Lee Stone)

## Classifiche

### Classifiche settimanali
| Classifica (2014)         | Posizione massima |
| ------------------------- | ----------------- |
| Stati Uniti               | 102               |
| US Independent Albums     | 19                |
| US Top Rap Albums         | 11                |
| US Top R&B/Hip-Hop Albums | 19                |